# Франчиск Ђураса
Франчиск Ђураса (рум. Francisc Giurasa; Нермиђ, 23. септембар 1900 — Ростов на Дону, 23/24. децембар 1942) је био румунски адвокат и један од најистакнутијих Карашевака у првој половини 20. века.

## Биографија
Франчиск Ђураса је рођен 23. септембра 1900. године у Нермиђу, тадашња Аустроугарска. Потиче из карашевске учитељске породице. Његова отац Марјан је био вероиповедни учитељ у Нермиђу, а мајак Ана је била из породице Ђуркица. Имали су деветоро деце, прва три, Марјан, Иван и Алојз, као и пето Марија, живели су од неколико месеци до две године највише. Четврто дете је била Катарина (Катица), завршила је учитељску школу и радила као учитељица у Карашеву. Шесто дете је био Степан, који се преселио у Карашево, затим Јерош, који је био неоспособљени учитељ у Карашеву и Франчиск (Фери). Катица је помагала тада младом истраживачу, касније познатом лингвисти Емилу Петровичу, за време анкете коју је он спровео у Карашеву, лета 1932. године, а 1935. објавио чувену монографију Говор Карашевака. Фери је завршио Правни факултет у Клужу, а по завршетку студија уписао је докторске студије и постао доктор правних наука. Оженио се 3. јула са Олгом Шпицер (Spitzer) у Речици (Решица), која је радила као чиновник у познатом решичком картелу тога времена УДР (Uzinele Domeniului Reșița). Имао је ћерку Зору, која је за време студија нервно оболела и умрла веома млада (имала је око двадесет година).

Био је велики родољуб који је Карашевцима, увек када је могао, безрезервно помагао. Хрватски учитље Грга Ћорић, који је боравио међу Карашевцима, 1937—1938. године о Ђураси пише: 
| „ | Они имају само једнога школованога човека, који им чини све добро а то је Др. Франо Ђураса адвокат. Зар је написао једну молбу, жалбу или тужбу без новаца? Врло много. Тај иде и на суд за њих без икакве награде. Они га зато поштују... Подстрекач њиховог културног живота био је досада једини њихов интелигент Др. Франо Ђураса, адвокат. | ” |

Како би помогао свом бившем колеги из студентских дана и најбољем пријатељу, такође доктору правних наука, Јоану Цејкуу, да сакупи довољан број гласова за посланичко место, Фери је прихватио да се кандидује као други на изборној листи за Парламент Румуније. На изборима Карашевци су масовно гласали за Ђурасу, тако да је Цејку изабран за посланика, као кандидат партије Октавијана Гоге. После избора, у знак захвалности, Фери одлази у Праг, купује тринаест инструмената за дувачки оркестар и поклања их омладини Карашева. Одмах је у Карашеву формиран дувачки оркестар, а Фери плаћа и доводи професора музике да карашевске младе учи да свирају по нотама. Оркестар је брзо напредовао и постао један од најбољих у жупанији, али се распао када је почео Други светски рат, јер је већина чланова мобилисана и никада се више није опет оформио.
Ђураса је 1941. године мобилисан на руски фронт. Обављао је дужност управника војне болнице у Ростову на Дону. Био је потпоручник у румунској војсци и одликован је орденом Санитетске заслуге. Кад је 1942. добио одсуство, посетио је породицу у Решици и Карашеву. Вратио се потом поново у Русију, где је у ноћи 23/24. децембра 1942. године преминуо у болници чији је управник био.